# Præsteløftet
Præsteløftet er en ed, som nyordinerede præster i Den Danske Folkekirke aflægger og underskriver. Præsteløftet aflægges i forbindelse med det såkaldte bispeeksamen forud for selve ordinationen. For at komme til bispeeksamen skal en kandidat være kaldet af en konkret menighed, det vil sige udtaget til ansættelse.
Folkekirkens præsteløfte stammer fra 1870, hvor det aﬂøste den gamle latinske præsteed (Kirkeritualet af 1685). Bortset fra mindre sproglige moderniseringer er præsteløftet ikke blevet ændret siden.
Løftet er trykt i Den Danske Folkekirkes Ritualbog, og lyder således:
| Citat | Jeg N.N., som er lovligt kaldet til ......... og som i min samvittighed ved mig fri for at have benyttet noget uhæderligt middel for at komme ind i dette embede, lover for den alvidende Guds åsyn: Først: at jeg vil beflitte mig på at forkynde Guds ord rent og purt, således som det findes i de profetiske og apostoliske skrifter og i vor danske evangelisk-lutherske folkekirkes symbolske bøger, med al ærefrygt og sømmelighed forvalte de hellige sakramenter efter Kristi indstiftelse, og såvel her som ved de øvrige hellige handlinger udføre alt i overensstemmelse med de for folkekirken gældende forskrifter. Fremdeles: at jeg efter evne vil modarbejde misbrug af nådens hellige midler og bekæmpe sådanne lærdomme, som strider mod folkekirkens trosbekendelse; samt at jeg troligt vil arbejde for ungdommens kristelige oplysning og vejledning. Endelig: at jeg vil stræbe efter, ved flittig og alvorlig granskning af Guds ord og troens hellige lærdomme, altid fuldkomnere at danne og dueliggøre mig til dette hellige embede, og beflitte mig på, som det sømmer sig en ordets tjener, at foregå menigheden med et godt eksempel, således også udførelsen af min tjeneste i dennes forskellige dele med al skyldig lydighed rette mig efter de kirkelige love og anordninger og mod foresatte og kaldsfæller udvise et sådant forhold, at der ikke med grund skal kunne føres klage over mig. Alt dette lover jeg med regnskabsdagen for øje samvittighedsfuldt at ville holde, efter den nåde, som Gud mig dertil vil give.'' | Citat |
|       | |       |

Ligesom lægeløftet stiller præsteløftet både etiske og faglige krav til løfteafgiveren, men det har ingen juridisk betydning – kun teologisk og moralsk.